# Abdudżalil Samadow
Abdudżalil Ahadowicz Samadow (ur. 4 listopada 1949 w Chodżencie  – zm. 18 marca 2004 w Moskwie) – tadżycki polityk, premier Tadżykistanu od 18 grudnia 1993 do 2 grudnia 1994.